# 파키스탄의 가수 목록

## 가
- 카마르 굴라

## 나
- 나셈 나즐리
- 무사라트 나지르
- 나야라 누르

## 다
- 마이 다이
- 알리시아 디아스

## 라
- 알리야 라세드
- 나세보 랄
- 레스마
- 니르말 로이
- 코말 리즈비

## 마
- 마이 알라 와사이
- 마수마 안와르
- 사남 마르비
- 샤지아 만조르
- 모미나 무스테산
- 수라야 물타니카르

## 바
- 굴바하르 바노
- 이크발 바노
- 큐셰드 바노
- 나타샤 바이그
- 아이마 바이그
- 자리나 발로크
- 쿠라트아인울 발로우크
- 벤자민 자매
- 로샨 아라 베굼
- 메나즈 베굼
- 문니 베굼
- 제나트 베굼
- 마이 브하기
- 레이첼 비카지
- 조에 비카지

## 사
- 티나 사니
- 샤바나
- 포자 솜로
- 사미나 시에드
- 타히라 시에드

## 아
- 나히드 아크타르
- 후메라 아르샤드
- 사비나 야스민
- 루타바 야쿠브
- 부스라 안사리
- 아얀
- 마흐바스 와카르
- 아이만 우다스
- 나지아 이크발

## 자
- 자르상가
- 가잘라 자베드
- 노르 제한
- 아즈라 제한

## 차
- 후마이라 찬나

## 카
- 수리아 카눔
- 주바이다 카눔
- 타사와르 카눔
- 파리다 카눔
- 사라 라자 칸
- 라일라 칸
- 하디카 키아니
- 마흐자빈 키질바스

## 파
- 아비다 파르벤
- 골 판라
- 파리하 페르베즈
- 라비 페르자다
- 말리카 푸크라즈

## 하
- 나지아 하산